# ضيعة العسيل (السدة)

تعديل مصدري - تعديل

ضيعة العسيل محلة تابعة لقرية الحقلين، التابعة لعزلة جبل عصام بمديرية السدة إحدى مديريات محافظة إب في الجمهورية اليمنية.، بلغ تعداد سكانها 41 حسب تعداد اليمن لعام 2004.